# 기후 방송

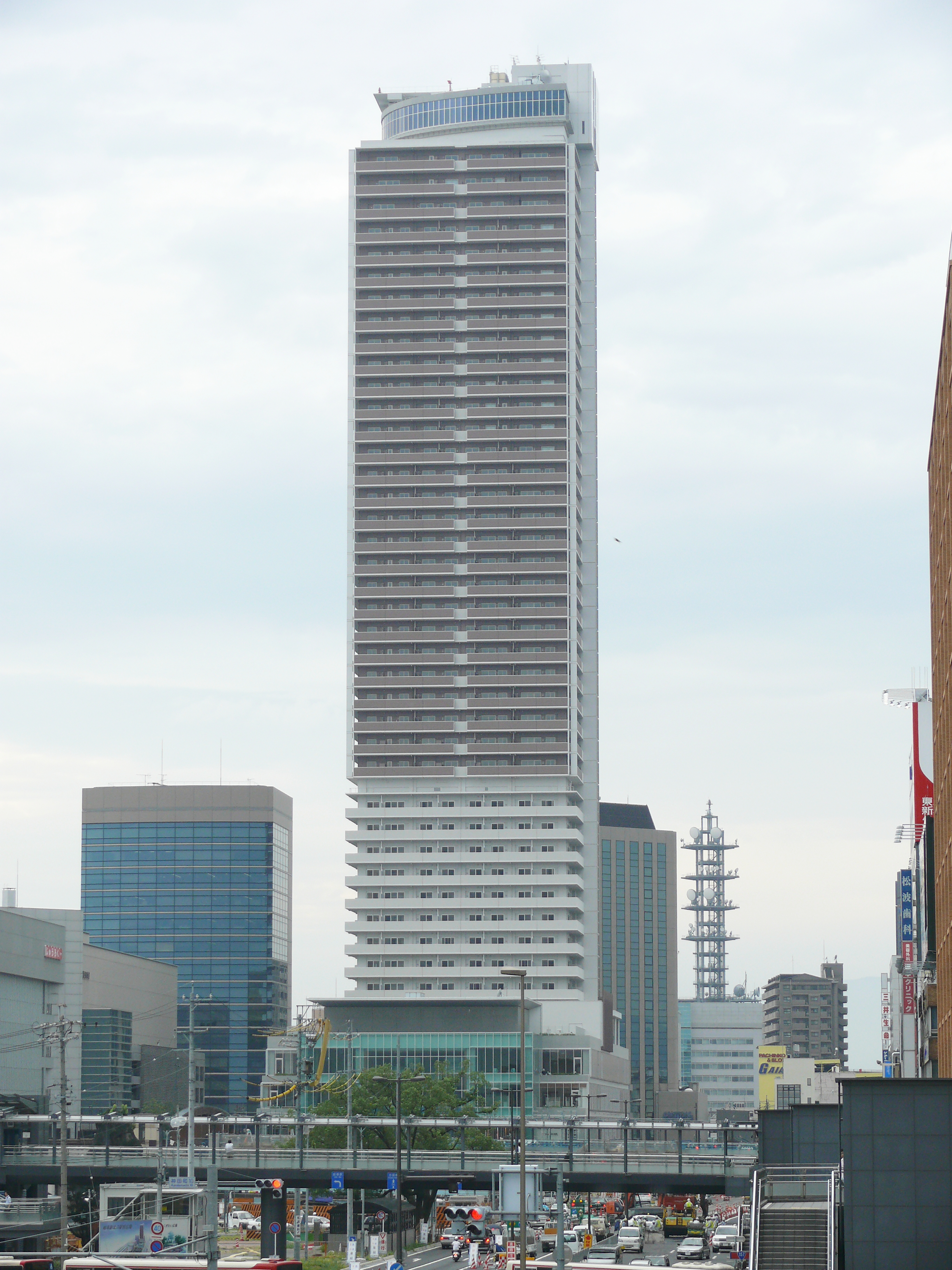
본사가 위치한 기후 시티 타워 43

기후 방송(岐阜放送, Gifu Broadcasting System)은 기후현에 위치한 방송국으로, 라디오는 1962년 12월 24일, 텔레비전은 1968년 8월 12일 개국했다.
약칭은 GBS, 라디오 콜사인은 JOZF, 텔레비전 콜사인은 JOZF-DTV이다.

## 방송국 개요
- 1962년 9월, 현지 지방 신문의 주식회사 기후 신문(당시는 기후 일일신문사)의 자회사인 라디오 기후로서 설립되었으며, 그 해 12월 24일 일본에서 45번째로 라디오 방송을 개시했다.
- 1959년 발생한 이세 만 태풍 이후 종래의 기후지역 라디오 방송국인 라디오도카이가 미에현의 라디오 방송국 긴키도카이방송과 합병해 주쿄 광역권 라디오 방송국인 도카이 라디오 방송이 된 일과 NHK 기후 방송국이 당시 NHK 나고야 방송국의 프로그램을 그대로 방송하고 있었기 때문에 대규모 자연재해등이 일어날때 기후 현을 주체로 한 보도 기관이 없다는 것에 대한 불안감으로 개국이 이루어졌다고 한다.
- 1968년 8월에 텔레비전 방송 사업을 개시하기 전 현재의 기후 방송으로 개칭했으며 일본의 민영방송국중 첫 번째로「채널대역이 UHF대인 텔레비전 방송국」인 동시에 일본에서 최초로 네트워크에 속하지 않는「독립 민영 텔레비전 방송국」(이른바 독립 UHF방송국)으로 기록되었다.
- 1992년4월부터 기후TV, 기후라디오라는 호칭이 사용되기 시작하고 후에 라디오는 같은 계열사인 기후신문사도 출자하는 기후 FM방송을 의식한건지 AM기후라디오로 호칭을 변경했다.
- 2007년, 개국 45주년을 맞아 JR 기후역앞에 건설된 재개발 빌딩「기후 시티·타워 43」(2007년 10월 13일 개관)의 4층으로 본사를 이전하여 동년 11월 11일 11시 11분 11초부터 방송을 개시하였다.
이것에 앞서, 동년 10월 1일부터 같은 국의 통칭을 기후짱으로 변경하였고(회사명은 변경 없음), 텔레비전·라디오의 프로그램표의 표기도 이와같이 변경되었다.
- 본사 이외에도 다카야마 스튜디오(다카야마시)를 시작해 각지에 스튜디오를 두고 있으며 참고로 다카야마 스튜디오에서는 자사 제작 프로그램을 제작하고 있다.
- 라디오 방송국을 경영하는 독립 UHF 방송국은 일본에서 기후방송과 교토 방송밖에 존재하지 않지만 교토방송은 라디오가NRN계열인 데 반해, 기후 방송은 텔레비전이나 라디오 모두 어떤 네트워크에도 소속되지 않은 독립 방송국이다.
- 라디오 방송국의 경우 독립 AM라디오 방송국인 RF라디오닛폰의 프로그램을 자주 방송하곤 한다.
- 2011년 3월 25일 일본 국내전용 인터넷라디오 서비스 radiko 시험 방송을 시작했으며 원래는 도카이 지역 3개 현(아이치,기후,미에)에서만 들을 수 있지만 동일본대지진 재해지역 정보전달을 목적으로 3월 31일까지 전국방송을 실시했고 31일 이후에는 이후에는 도카이 지역 3개 현에서만 들을 수 있다.

## 라디오 주파수
| 방송국·중계국            | 주파수  | 출력 |
| ------------------------ | ------- | ---- |
| 기후 방송국              | 1431kHz | 5kW  |
| 에나 중계국              | 1431kHz | 500W |
| 다지미 중계국            | 1431kHz | 100W |
| 다카야마 중계국          | 720kHz  | 100W |
| 하기와라 중계국          | 1197kHz | 100W |
| 가미오카 중계국          | 720kHz  | 100W |
| 카미카노산 FM 보완중계국 | 90.4MHz | 1kW  |

## 텔레비전

### 텔레비전 네트워크의 변천
- 1968년 8월 12일 - 일본 최초의 UHF 방송국으로서 기후현 현역 텔레비전 방송 개시.개국 당시에는 NHK와 NET-TV의 프로그램을 중심으로 편성.
- 1969년 10월 1일 - 도쿄 12채널·마이니치 방송 프로그램 네트워크 연결 개시.
- 1970년 1월 1일 - ANN발족을 계기로 주쿄광역권에서 ANN완전가맹국으로 방송을 실시하려고 했지만 나고야 TV 방송·주쿄 TV 방송의 반대등에 의해 무산되었고 이 일을 계기로 완벽한 독립 UHF방송국으로 자리매김 했다.
- 1973년 2월 13일 - NHK 기후 방송국이 기후현에서 종합 텔레비전 방송을 개시하면서 NHK 프로그램 방송을 중지한다.
- 1973년 4월 1일 - 나고야TV가 ANN 완전가맹국이 되었기 때문에 NET-TV 프로그램 방송을 중지하였으며 ANN 준 중심국 마이니치방송 프로그램은 도쿄 12채널 네트워크 프로그램을 중심으로 계속 편성한다.
- 1975년 3월 31일 - 준 중심국 네트워크 교체에 의해 마이니치방송 프로그램을 중단하면서 긴키방송·선 TV 프로그램 방송을 시작하였고 그와 동시에 TV 가나가와·지바 TV의 프로그램도 방송을 시작했다.
- 1983년 9월 1일 - 1973년 4월 1일 이후 NNN과의 크로스 네트워크 방송국으로 TV 도쿄의 계열국이었던 주쿄 TV 방송이 TV 도쿄 계열 방송국 TV 아이치 개국에 따라 NNN 완전가맹국이 되면서 기후 현 내의 TV도쿄 계열국 역할을 계승한다.
현재는 TV도쿄 계열국 취급을 받지만 개국당시부터 일부 후지 TV·간사이 TV 방송·니혼TV·요미우리 TV 방송 프로그램도 방송하고 있다.

### 프로그램 편성 특징
- 개국 당초에는 프로그램이 요즘과 같이 많지 않아 개국 당초에는 준하루 종일 방송으로 NET-TV의 프로그램을 방송하거나[1]하거나 NHK 뉴스를「기후방송 뉴스」로 제목을 바꾸어 방송했다[2]가 주쿄 TV 방송과 나고야 TV 방송의 변칙 크로스 네트워크가 1973년 봄 개편으로 해소되어 네트워크 관계가 정리되자 방송을 저녁 5시부터 시작하는 일이 발생했다.[3]

#### TV도쿄와의 관계
- TV도쿄의 프로그램을 많이 방송하고 있으나 보통의 계열국과는 달리 전국스폰서가 아닌 프로그램이 많기 때문에 일부 프로그램을 제외하면 CM은 자체적으로 편성하고 있다.
- 나고야의 민영방송을 수신하는 지역의 경우 TXN 계열방송국 TV 아이치가 수신 불가능한 지역도 많아 TV도쿄 계열국 역할을 하고있다고 여겨진다.
- 아이치현을 향한 전파유출현상이 드물기 때문에 기후 현 외부에 사는 시청자가 적어 TV아이치 개국 이후에도 TXN 계열의 프로그램 구입에 제한이 없었다.
  - 그에 비해 미에 TV 방송의 경우 현 외부에 유출된 전파가 아이치현 대다수 지역과 기후 현 일부지역까지 수신이 가능하여 TXN 계열 프로그램은 비교적 많이 방송되고 있지만 모두 시차 방송형태 등의 제한이 따른다.
참고로, 긴키 지방에서는 TV 오사카 개국 이후 오사카부에 많은 시청자가 있는 KBS 교토·선 TV는 TXN 계열 프로그램 구입을 제한당했고 이로 인해 선 텔레비전은 그 후 극히 일부 프로그램을 제외한 TXN 계열 프로그램 구입을 실시하지 않게 되었으며 교토방송도 TXN 계열의 프로그램 구입을 큰폭으로 축소했다.

### 전파유출현상 제한
- 기후방송의 텔레비전 키 스테이션이 있는 기후시 카미카노우야마에서 나고야시의 전파를 수신할 수 있음에도 불구하고 나고야시내에서 기후방송의 수신 상태가 나쁜 지역이 매우 많은 것은 나고야 방면의 송신 안테나가 하향지향성이라 기후방송의 전파강도가 약해지기 때문이다.[4] 
이것은 또한 텔레비전 전파의 특성과도 관계가 있는데 아이치현이 이세만에 접해 전파의 감쇠가 약한 미에로부터의 송신과 육지(시가지가 많은)의 기후로부터의 송신을 같은 조건에서 서술하는 것은 이론적으로 무리가 있는 반면 미에로부터의 송신은 이론적으로 따져도 유리하며 그로 인해 NHK 쓰·기후 방송국의 수신 상태도 같은 경향을 나타내고 있다.
  - 이로 인해 간토·간사이 지구에서는 독립 UHF 방송국이 핵심 도시권(도쿄·오사카) 전역을 커버할 수 있는 데 반해 기후방송과 미에TV는 나고야시 전역을 커버하지 못하며 독립 UHF방송국을 위한 프로그램(UHF 애니메이션이나 경마중계등)이 주쿄광역권에서 TXN 계열국인 TV 아이치에서 많이 방송되는 근거가 되었다.

## 특징
- 미에 TV 방송이나 간사이 지역의 독립 UHF 방송국과는 달리 애니메이션 프로그램의 동시 방송도 비교적 적극적으로 하고있다.
- 일본 고교 야구 기후현 대표 시합을 아사히방송을 통해 방송하던 시기가 있었다.

## 기후현에 있는 다른 텔레비전·라디오 방송국
- NHK 기후 방송국
- 기후FM방송(JFN)

## 해외 제휴 방송사
- 대한민국 청주문화방송